# Jodrellia fistulosa
Jodrellia fistulosa là một loài thực vật có hoa trong họ Thích diệp thụ. Loài này được (Chiov.) Baijnath miêu tả khoa học đầu tiên năm 1978.